# Cámara posterior
La cámara posterior del ojo es un espacio situado detrás del iris. Está bañado por un fluido que se llama humor acuoso, el cual se produce en esta zona en los llamados procesos ciliares. No hay que confundir la cámara posterior con el espacio posterior, pues la primera se encuentra bañada por humor acuoso mientras que la segunda está ocupada por humor vítreo.
La cámara posterior comunica por delante a través de la pupila con la cámara anterior del ojo y por detrás está en contacto con el cuerpo vítreo. Separando la cámara posterior y la región posterior del ojo se encuentra el cristalino.
El humor acuoso que inunda y se produce en este espacio es de gran importancia, pues nutre a los tejidos avasculares (sin riego sanguíneo) del ojo, como la córnea y el cristalino. Este líquido debe mantenerse a una presión determinada. Si la presión del humor acuoso es demasiado elevada, se produce una enfermedad llamada glaucoma que puede tener repercusiones importantes en la capacidad visual.